# Kristina Brazauskienė
Kristina Brazauskienė (wcześniej: Butrimienė; ur. 20 lutego 1949) – litewska przedsiębiorczyni, radna Wilna, druga żona Algirdasa Brazauskasa. 

## Życiorys
W okresie Związku Sowieckiego pracowała w stołówce w gmachu Komitetu Centralnego Komunistycznej Partii Litwy, następnie zaś była dyrektorem hotelu "Draugystė" w Wilnie. W wolnej Litwie została jego współwłaścicielką oraz dyrektorem (obecnie hotel nosi nazwę: "Crowne Plaza Vilnius"). 
Od 1990 była członkiem Litewskiej Demokratycznej Partii Pracy, następnie zaś Litewskiej Partii Socjaldemokratycznej, z ramienia której sprawowała w latach 2003–2007 mandat radnej Wilna. 
Od 2002 zamężna w drugim małżeństwie z Algirdasem Brazauskasem (wzięli ślub cywilny), który do 2006 był premierem. Ma z pierwszego małżeństwa syna Ernestasa Butrimasa, który jest przedsiębiorcą, właścicielem większości akcji hotelu Crowne Plaza Vilnius oraz jego dyrektorem. 
Podczas pogrzebu męża 1 lipca 2010 wraz z pasierbicami zrezygnowała z udziału w mszy św. w katedrze wileńskiej i uczestniczyła w nabożeństwie żałobnym w Koszedarach, z którymi rodzinnie związany był Brazauskas.